# Selce, Banská Bystrica
Selce este o comună slovacă, aflată în districtul Banská Bystrica din regiunea Banská Bystrica, pe malul râului Selčiansky potok⁠(d). Localitatea se află la altitudinea de 424 m deasupra n.m., se întinde pe o suprafață de 19,99 km2 și în 2017 număra 2.159 de locuitori.

## Istoric
Localitatea Selce este atestată documentar din 1222.

## Demografie
| An:                | 1994 | 2004   | 2014   | 2024   |
| ------------------ | ---- | ------ | ------ | ------ |
| Număr de persoane: | 1987 | 2049   | 2161   | 2100   |
| Diferență:         |      | +3,12% | +5,46% | −2,82% |

| An:                | 2023 | 2024   |
| ------------------ | ---- | ------ |
| Număr de persoane: | 2117 | 2100   |
| Diferență:         |      | −0,80% |